# Anagni
Anagni är en stad och kommun i provinsen Frosinone i regionen Lazio i Italien. Kommunen hade 21 249 invånare (2018).
Antikens Anagnia grundades antagligen på 500-talet f.Kr. av hernikerna, en fornitalisk folkstam. Orten fick efter romarnas erövring år 306 f.Kr. status som municipium, under romersk överhöghet, men med kommunal självständighet.
Staden skänktes år 756 av Pippin den lille till Kyrkan. Som födelseort och utomromerskt residens för påvarna Innocentius III, Gregorius IX, Alexander IV och Bonifatius VIII från slutet av 1100-talet till början av 1300-talet upplevde staden, som var biskopssäte från 400-talet, sin glanstid under högmedeltiden. Arkitekturen i den så kallade påvarnas stad har således en påtaglig medeltida karaktär.